# Mikojan-Gurewitsch I-211
Das sowjetische Jagdflugzeug Mikojan-Gurewitsch I-211 (russisch Микоян-Гуревич И-211, auch: Projekt Je) war eine Weiterentwicklung der MiG-3 und sollte diese ablösen. Trotz guter Leistungen ging sie jedoch zu Gunsten der Lawotschkin La-5 nicht in die Großserienproduktion.

## Entwicklung
Erste Konstruktionsarbeiten zum Projekt I-211 fanden 1941 statt. Es wurde eine Zelle der MiG-3 mit dem Sternmotor M-82 (später umbenannt in ASch-82) ausgerüstet und zum Ende des gleichen Jahres von den Piloten I. G. Lasarew und W. I. Golofastow erprobt. Als Bewaffnung dienten drei 12,7-mm-MG UBS. Diese als I-210 oder auch als MiG-9 M-82 bezeichnete Maschine erbrachte aber keine besondere Leistungssteigerung gegenüber ihrem Vorgängermodell und so wurde der Entwurf nochmals überarbeitet.
Das Leitwerk wurde vergrößert und das Flugzeug durch die Unterbringung der Kühler im Flugzeuginneren aerodynamisch verfeinert. Der Rumpfquerschnitt war an das Triebwerk besser angepasst und vergrößert worden.
Im Sommer 1942 begann Testpilot W. M. Sawkin mit der Flugerprobung. Im weiteren Testverlauf stellte sich heraus, dass die I-211 mit ihrer Steigleistung und Höchstgeschwindigkeit das Beste war, was die sowjetische Flugzeugindustrie zu diesem Zeitpunkt zu bieten hatte. Sie übertraf in diesen Eigenschaften sogar die zu diesem Zeitpunkt neu entwickelten leistungsstarken Parallelentwürfe La-5 und Jak-9.
Es wurde beschlossen, eine Vorserie von zehn Maschinen zu bauen und an der Front zu testen. Die I-211 wurden im Kalininer Abschnitt eingesetzt und erhielten durchweg positive Kritiken. Da die neuen Modelle La-5 und Jak-9 jedoch schon in großen Mengen gebaut wurden und eine Einführung der I-211 in die Produktion einen zu diesem Zeitpunkt des Krieges nicht vertretbaren Zeitverlust bedeutet hätte, ging das Muster letztendlich nicht in Serie.

## Technische Daten
| Kenngröße             | Daten                                                                      |
| --------------------- | -------------------------------------------------------------------------- |
| Besatzung             | 1 Pilot                                                                    |
| Länge                 | 7,95 m                                                                     |
| Spannweite            | 10,20 m                                                                    |
| Höhe                  | 3,63 m                                                                     |
| Flügelfläche          | 17,44 m²                                                                   |
| Flügelstreckung       | 6,0                                                                        |
| Leermasse             | 2.590 kg                                                                   |
| Startmasse            | 3.100 kg                                                                   |
| Triebwerk             | ein luftgekühlter 14-Zylinder-Sternmotor Schwezow ASch-82                  |
| Startleistung         | 1.360 kW (1.849 PS)                                                        |
| Höchstgeschwindigkeit | 670 km/h in 7.100 m Höhe                                                   |
| Steigzeit             | 4,0 min auf 5.000 m                                                        |
| Gipfelhöhe            | 11.300 m                                                                   |
| Reichweite            | 1.140 km                                                                   |
| Bewaffnung            | zwei 20-mm-Kanonen SchWAK in den Tragflächenmittelteilen mit je 150 Schuss |